# Iglesia de San Juan de Barbalos (Salamanca)
La iglesia de San Juan Bautista de Barbalos de Salamanca, (España), es una iglesia románica fundada en 1150 por los Caballeros de la Orden del Hospital de San Juan de Jerusalén. Debe su nombre al estar bajo la advocación de San Juan Bautista y al pueblo de Barbalos, donde la orden tenía amplias posesiones.

## Descripción
Conserva parte de su primitiva traza románica, como el ábside con tres ventanas abocinadas y la cornisa con decoración escultórica: rostros, animales y una escena musical. En el interior, de una sola nave y presbiterio cubierto con la bóveda original de cañón apuntado, se conservan imágenes de la Virgen con el Niño, otra de la Virgen con el Rosario y una última de San Juan Bautista. Esta iglesia sufrió una importante transformación en el siglo XVIII, barroquizando su estilo original. Entre sus obras de arte, destaca el Cristo de la Zarza, del siglo XII, de dos metros de altura y realizado en madera de nogal.
Se cuenta que en esta iglesia predicó San Vicente Ferrer desde un púlpito que ya no se conserva.